# Приключения Петрова и Васечкина, обыкновенные и невероятные
«Приключе́ния Петро́ва и Ва́сечкина, обыкнове́нные и невероя́тные» — советская детская двухсерийная музыкальная комедия, выпущенная в 1983 году. Сюжет рассказывает о двух друзьях, пионерах-школьниках, Пете Васечкине и Васе Петрове, об их попытках самоутвердиться и об их подруге, Маше Старцевой, в которую они влюблены.
Премьера состоялась 1 июня 1984 года по ЦТ СССР. 
Фильм не имеет общего сюжета и делится на 5 историй.
Спустя год вышла новая двухсерийная комедия «Каникулы Петрова и Васечкина, обыкновенные и невероятные».

## Сюжет
Сквозным сюжетом является желание детского ансамбля «Синема», организованного пятью учениками 25-й школы, доказать всем, что они действительно музыканты-певцы, а не подражатели взрослых. Для этого ребята решают спеть пять музыкальных историй про двух учеников 4-го «Б» класса из их школы: Васе Петрове и Пете Васечкине. Скромный и застенчивый Петров и отчаянный храбрец и выдумщик Васечкин отражают основной посыл песен ансамбля: все считают их непоседами, не понимая, что у этих мальчиков богатый внутренний мир, в котором они стремятся к самопознанию.  

### 1 серия
«Укрощение строптивой» (История первая, лирическая)
Петров влюбился в их одноклассницу-отличницу Машу Старцеву и не знает, как ему выразить чувства. Он пишет ей анонимную записку, но с такими грамматическими ошибками, что Маша, догадавшись, кто её написал, пишет ему в ответ записку с требованием научиться правильно писать. Тогда Васечкин решается помочь Петрову, позаимствовав методику из комедийной пьесы Ульяма Шекспира «Укрощение строптивой», в которой Петрову отводится роль Петруччо, а Маше — роль Катарины. На первые 2 акта Петров «не попадает» в Машу, из-за чего она только ещё больше презирает его, и тогда Васечкин решает сам «укротить» Машу и идёт передавать ей слова от Петрова. Но случается непредвиденное: долгий взгляд на красавицу Машу пробуждает и в Васечкине чувство любви. Петров стоит в сторонке обалдевший, пока Васечкин тем временем меняется на глазах. Маша понимает, в чём дело, улыбается и намеренно роняет портфель на пол, за которым тут же устремляются Петров с Васечкиным и даже дерутся. После чего следует диалог, завершающий в дальнейшем каждую историю.
Маша: Эх вы, кавалеры (последнее слово меняется в зависимости от контекста истории).

Васечкин: Ох, Маша!

Петров: Ладно, ладно!
Все звучащие в данной истории цитаты из «Укрощение строптивой» взяты из перевода Петра Гнедича.
«Невероятно, но…» (История четвёртая, фантастическая)
Васечкин и Петров, по дороге в школу, мечтают о чудесах. И тут они видят странного дворника с метлой, который демонстрирует способность перевоплощаться. Этот дворник-волшебник готов исполнить их первые 2 желания незамедлительно: всё ещё не веря Петров желает быть самым сильным на свете, и Васечкина — иметь в классном журнале одни пятёрки. На прощание дворник говорит им, что чтобы исполнилось их третье желание, они должны произнести лишь фразу «Невероятно, но факт». Очень скоро ребята обнаруживают, что их желания действительно исполнились, однако легкомыслие, с которым они их загадали, им дорого обходится: Петров ломает всё на своём пути, будучи неспособным контролировать свою силу, а Васечкин только позорится от нехватки знаний по сравнению со своими оценками. Окончательно они разочаровываются после того, как Маша не демонстрирует никакого восхищения их способностям, указав, что мальчики начали ими хвастаться.
Поняв, что дальше жить так они не смогут, мальчики решают загадать третье желание, чтобы стать такими же, как раньше, но не могут вспомнить заветной фразы. Тогда они приступают к поискам того самого дворника, но безуспешно. Тут на помощь приходит Маша, и ребята, загадав желание, становятся прежними.

### 2 серия
«По закону Архимеда» (История вторая, приключенческая)
Ребятам задан урок — выучить закон Архимеда. Петров и Васечкин выполняют домашнее задание совместно, всё время отвлекаясь на посторонние дела. По радио зачитывают письмо Васечкина с заявкой на песню из кинофильма «Белое солнце пустыни». В письме Васечкин отмечает, что сам он похож на красноармейца Сухова, а Петров — на Саида. Этот факт крайне возмущает Петрова, который разворачивается и уходит в кинотеатр «Марс», где как раз показывают данный фильм. Стоя в очереди в билетную кассу, Петров встречает Машу и приглашает её пойти с ним на сеанс. По ходу фильма Петров постоянно и очень эмоционально комментирует происходящее на экране, тем самым раздражая зрителей рядом, а также мешая Маше, которая смотрит фильм в первый раз. В кульминационном моменте фильма, смерти Павла Верещагина, Маша очень переживает, и Петрову не остается ничего другого, как войти на киноэкран и прийти на помощь Сухову. Когда у него заканчиваются заряды для оружия (рогатки), в картину устремляется и Васечкин, тоже присутствовавший в кинотеатре. Привнесённое им в фильм оружие — мыльные пузыри.
Когда врагам все же удалось поджечь цистерну с водой, а ребята никак не могут вспомнить недоученный закон Архимеда, на помощь приходит Маша. Теперь все спасены. Конец тот же, что и в настоящем «Солнце…»: Абдулла мёртв, Сухов возвращается домой и пишет письмо будущей жене. Только в письме он упоминает Петрова, Васечкина и Машу. Ребята выходят из кинотеатра и попадают на представление группы «Синема». В конце песни Маша неожиданно отходит от мальчиков, а когда они оборачиваются, то видят, как она, усевшись на велосипед к отличнику их класса Сидорову, уезжает с ним и машет мальчикам на прощание.
Специально для данной истории были отсняты новые кадры с актёром Анатолием Кузнецовым, который повторил роль Сухова. 
«Красная Шапочка и Ле лю гри» (История третья, комическая)
Васечкин, чтобы избежать четвертной контрольной по французскому, притворяется заболевшим. Но в этот же день в школе намечен концерт «Французский вечер», где силами школьников инсценируются сказки Шарля Перро «Красная Шапочка» и «Кот в сапогах» на языке оригинала. Васечкин в постановке играет роль Волка.
Учительница французского Инна Андреевна в срочном порядке меняет на роль заболевшего Васечкина его друга Петрова. Узнав об этом, Васечкин в ужасе фантазирует, как Петров получает все лавры, которые мог получить он, и несётся в школу. На деле же Петров чуть не запарывает постановку из-за страха сцены и кое-как отыгрывает свою роль. Когда сказка завершается, то обнаруживается, что заело занавес, и Маша, чтобы потянуть время, начинает петь вступительную песню. Пробравшийся за кулисы Васечкин, не зная, что сказка уже отыграна, выходит на сцену в образе волка и начинает играть сказку сначала. Комичность ситуации очень веселит зрителей и приводит в панику Инну Андреевну. Постепенно спектакль превращается в комедию положений, когда на сцену выскакивает Петров, чтобы увести Васечкина со сцены, а за ним выскакивает Сидоров, у которого Петров перед этим отобрал костюм Кота.
«Спасатели» (История пятая, эксцентрическая)
Маша по итогам разного рода соревнований (школьная спартакиада, внутришкольная олимпиада по французскому языку, лучшая сандружинница школы) получает награды. Петров и Васечкин, которых в наказание за хулиганство заставили делать генеральную уборку в их классе, мечтают тоже прославиться, а заодно решают поклеить в их классе новые обои. Тогда они решают разыграть спектакль на тему «спасение утопающего», но в итоге оба оказываются в воде и начинают тонуть, потому что сами не очень хорошие пловцы. На помощь горе-спасателям приходит всё та же Маша, которая получает медаль «За спасение утопающих».
Петров и Васечкин, наблюдая за церемонией награждения, заканчивают клеить обои и в итоге понимают, что заклеили дверь в класс, когда Маша проделывает в обоях дыру.

## В ролях

### Главные персонажи
- Дмитрий Барков — Вася Петров
- Егор Дружинин — Петя Васечкин (озвучивание — Игорь Сорин[1])
- Инга Ильм — Маша Старцева
- Александр Леньков — дворник-волшебник
- Маргарита Корабельникова — бабушка Васечкина

### Ученики
- Максим Полянский — Виталий Горошко
- Светлана Протасенкова — Люда Яблочкина
- Андрей Каневский — Герка Скворцов
- Алексей Гусев — Вова Сидоров

### Учителя
- Инна Аленикова — Инна Андреевна, учительница французского языка
- Людмила Иванова — Алла Ивановна, учительница русского языка
- Татьяна Божок — Эмма Марковна, учительница географии
- Виктор Павловский — Николай Иванович, учитель труда
- Юрий Медведев — Владимир Фёдорович, директор школы
- Владислав Дружинин — Сан Саныч, учитель рисования
- Виктор Лысенко — учитель физкультуры

### Участники ансамбля «СИНЕМА»
- Констанин Гаврилов
- Лена Делибаш
- Марина Бутова (вокал Елена Камбурова)
- Сергей Бабарыкин (вокал Ольга Рождественская)
- Тимофей Морозов

### В эпизодах
- Анатолий Кузнецов — камео (Красноармеец Фёдор Иванович Сухов, персонаж художественного фильма «Белое солнце пустыни»)
- Татьяна Захарова — нервная зрительница

## Съёмочная группа
- Авторы сценария:
  - Владимир Алеников
  - Валентин Горлов
- Режиссёр-постановщик: Владимир Алеников
- Оператор-постановщик: Игорь Фельдштейн
- Композитор: Татьяна Островская
- Текст песен:
  - Владимир Алеников
  - Роберт Грейвз
  - Генрих Сапгир
- Песни исполняют: Константин Гаврилов, Елена Делибаш, Егор Дружинин, Ольга Рождественская, Елена Камбурова и др.
- Запись музыки: ансамбль «Мелодия» п/у Б. Фрумкина, инструментальный ансамбль «Фестиваль»
- Хореограф: Владислав Дружинин
- Художник: Галина Щербина
- Мастер света: Логвинов, Валерий Александрович
- Директор картины: Михаил Бялый

## Награды
- 1983 — XIV международный кинофестиваль «Молодость-83» (Киев)
  - Главный приз фестиваля «За лучшее воплощение современной темы»
  - Приз ЦК ЛКСМ Украины «За лучшее воплощение молодёжной темы»
- 1983 — Международный фестиваль искусств «Молодые голоса»
  - Лауреат международного фестиваля искусств «Молодые голоса» (Владимир Алеников)
- 1984 — XXII Международный кинофестиваль в Хихоне (Испания)
  - Главный приз фестиваля
- 1984 — IV Международный кинофестиваль «Молодость-84» (Киев)
  - Приз Гостелерадио УССР «За лучший телевизионный фильм»
- 1984 — Международный фестиваль искусств «Молодые голоса»
  - Лауреат международного фестиваля искусств «Молодые голоса» (Владимир Алеников), за фильм «Каникулы Петрова и Васечкина»
- 1985 — VIII Международный кинофестиваль детских фильмов в Братиславе
  - Приз Дуная’85
- 1985 — IX Всесоюзный фестиваль телевизионных фильмов (Киев)
  - Приз детского жюри

## Факты

### История создания
Для Владимира Аленикова фильм «Приключения Петрова и Васечкина» в некотором роде стал автобиографическим. Образ Васечкина он создал на основе самого себя в том возрасте, прообразом Петрова стал друг его детства Петя Брандт.
Персонажей Петрова и Васечкина Алеников впервые воплотил на экране в киножурнале «Ералаш» в 1976 году в выпуске № 9 в ролике «В мире прекрасного», но их фамилии там даже не упоминались, герои были безымянными. В 1978 в «Ералаше» в выпуске № 15 Алеников выпустил другой ролик «Я играю на гармошке», в котором главный герой получил фамилию Васечкин, а Петров был только второплановым персонажем. В 1979 году эти два персонажа были представлены в мультипликационном тележурнале «Переменка», где они уже оба имели фамилии (только фамилия Петрова была Пахомов) и их образы были весьма похожи на тех Петрова и Васечкина, что позже были изображены в фильме. Далее Алеников только спустя примерно 10 лет вновь вернулся к Петрову и Васечкину в выпуске № 71 в ролике «Угадайка».
Хотя фильм с успехом прошёл по зарубежным кинофестивалям, в самом СССР он изначально попал под идеологический запрет. После отказа со стороны всех инстанций Алеников сумел пригласить на просмотр фильма дочь Генерального секретаря ЦК КПСС Юрия Андропова Ирину, работавшую заместителем главного редактора журнала «Музыкальная жизнь». Одного лишь известия о предстоящем просмотре хватило, чтобы фильм был немедленно поставлен руководством Гостелерадио в программу Центрального телевидения.

### Места съёмок
Фильм целиком снимался в Одессе.

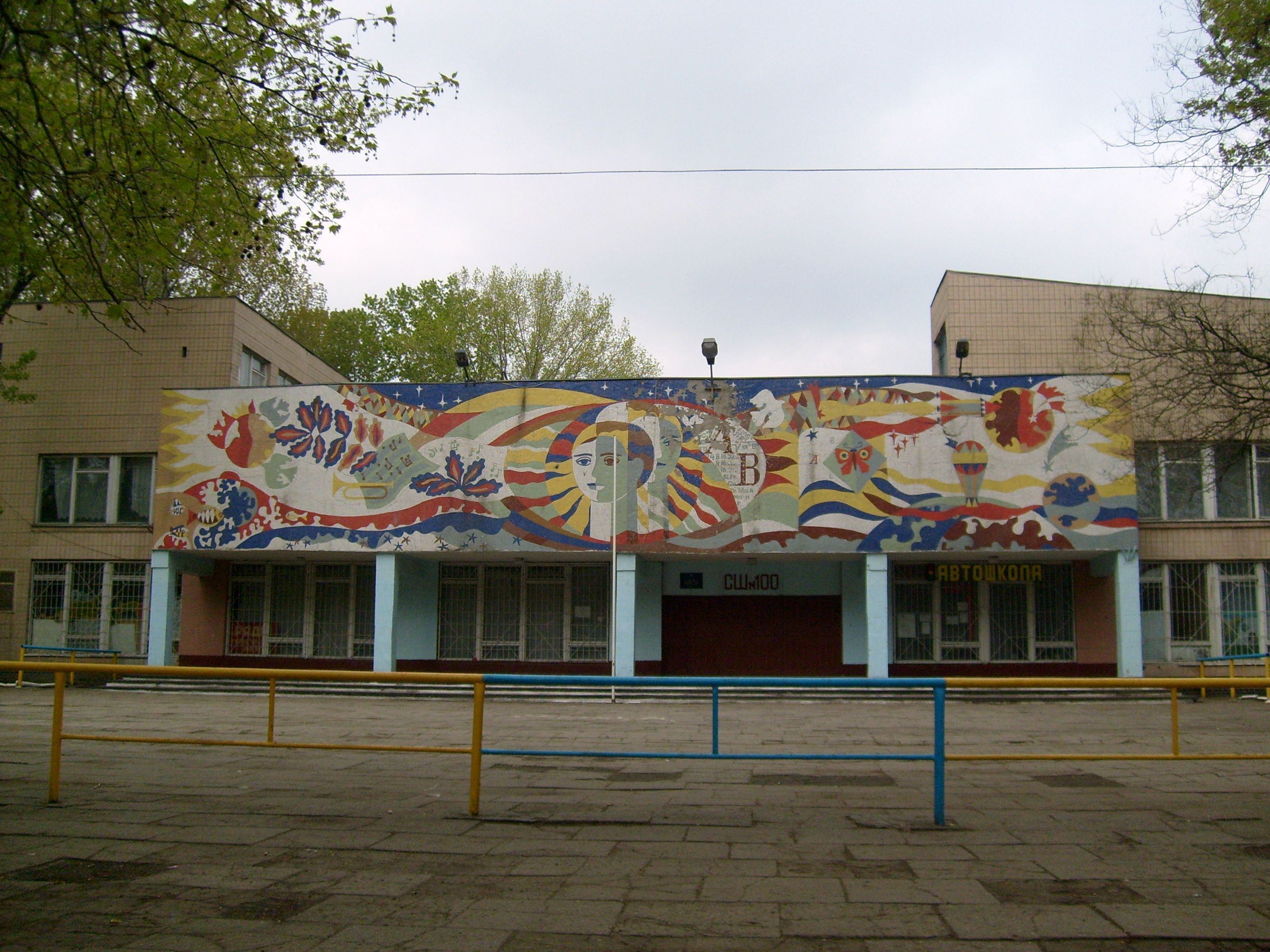
Общеобразовательная школа № 100 в Одессе, в которой учились главные герои. 2008 г.

Школа, где учатся главные герои — это одесская школа № 100. На её фасаде и сегодня сохранилась цветная композиция, заметная в фильме. По словам Егора Дружинина, ученики этой школы всегда радовались приходу съёмочной группы, потому что это означало срыв уроков. Классная комната, которую Васечкин с Петровым в финале оклеивают обоями, снималась в этой же школе и по окончании съёмок осталась школе на память в том виде, в каком показана в фильме.
Во дворе Дворца моряков снимали кассу кинотеатра и площадку, где выступала группа «Синема» с песней «Песня о кино». Сам же кинотеатр, где ребята смотрят «Белое солнце пустыни», был устроен на территории Одесской киностудии.
Сцена «Могу тебе я, Маша!…» снималась на лестнице между Дерибасовской и Польским спуском. Дом Дворника-Волшебника был построен съёмочной группой на детской площадке на Ясной улице. Сцена, где Петров и Васечкин мечтают, снималась на Мариинской улице. Финальный кадр песни «Сказки» снимался в Парке культуры и отдыха имени Горького. Момент, где Петров врезается лбом в плакат «Ответим спортивным достижениям», снимался на стадионе «Динамо». Песня «Про шмеля Федю» снималась на территории санатория имени В. П. Чкалова. Основная часть истории «Спасатели» снималась на тринадцатой станции Большого Фонтана.

### Съёмочные подробности
- Утверждается, что Егора Дружинина, который в детстве сильно шепелявил, в фильме озвучивал Игорь Сорин, будущий солист группы «Иванушки International» (с 1995—1998). Тем не менее, реальный голос Егора в фильме всё же можно услышать. В самом начале фильма в песне «Песня о родителях» есть момент, когда Васечкин произносит нараспев две реплики («Но рядом ходят взрослые — они всё знают лучше» и «Ах, мы бы всё, поверьте, так здорово придумали»). По словам Елены Делибаш, которая сыграла солистку группы «Синема», Дружинина в этом месте не переозвучивали и он произносит их тут своим голосом. Между тем участие Сорина в фильме не имеет никаких достоверных подтверждений: доподлинно известно только то, что Егора Дружинина не отпустили на озвучку из школы, потому что фильм монтировался в Москве (Дружинин учился в Ленинграде), из-за чего вся его роль была переозвучена другим мальчиком, однако никто из членов съёмочной группы не запомнил его имени. Сам Дружинин, только работая хореографом у «Иванушек» (что было после смерти Сорина), узнал от их солистов о возможном участии Сорина в фильме. Владимир Алеников в интервью утверждал, что Дружинин озвучивал себя сам, а Сорин спел за него несколько песен.[4]
- За съёмочный день дети-актёры получали по 5 рублей. Работа над фильмом продолжалась 2 года.
- Среди пробовавшихся в фильм детей были Настя Уланова и Саша Камона. Первая пробовалась на роль Маши Старцевой и прошла в финальный отбор вместе с Ингой Ильм, но была забракована, когда Егор Дружинин и Дима Барков лично сделали выбор в пользу Ильм. Вторая пробовалась на роль солистки ансамбля «Синема», но в итоге тоже была отсеяна. Однако обе очень приглянулись Владимиру Аленикову, поэтому специально для Улановой он написал в «Каникулах» роль Анки, а Камона была без всяких проб сразу же утверждена на роль Оли Бобкиной.
- Нина Гомиашвили пробовалась на роль солистки ансамбля «Синема», в которой изначально должно было быть шестеро детей (3 мальчика и 3 девочки), но по какой-то причине их число было сокращено до пяти. Однако позже Гомиашвили озвучивала Машу Старцеву в аудиомюзикле по обоим фильмам.
- На роль Сидорова первоначально пробовался Андрей Каневский, который впоследствии сыграл в фильме Геру Скворцова.
- На роль учительницы русского языка пробовалась Инна Ульянова, но роль исполнила Людмила Иванова.
- Композитор Татьяна Островская в начале работы за шесть дней сочинила 10 песен к фильму.

### Дети-актёры после фильма
После участия в съёмках судьба детей-героев фильма сложилась следующим образом:
- Егор Дружинин (Петя Васечкин) — живёт в Москве. Стал известным хореографом, работает на телевидении.
- Дима Барков (Вася Петров) — живёт в Санкт-Петербурге. Продюсер и преподаватель по дисциплине «Актёрское мастерство» детской киноакадемии «Киноостров», актёр[6].
- Инга Ильм (Маша Старцева) — продолжила актёрскую карьеру, была телеведущей передач — «Открытый проект», «Городские новости», «Большие мозголомы», с 2008 года занялась научной работой.
- Андрей Каневский (Гена Скворцов) — живёт в Хайфе (Израиль), работает медбратом в реанимационном отделении одной из больниц. Андрей — многодетный отец, воспитывающий 5 детей, а также любитель животных — у Андрея дома живут собака, два кота, морская свинка, кролик и рыбки.
- Костя Гаврилов («Синема») — лидер одной из музыкальных групп. Был участником группы Альянс: клавишником и автором некоторых песен. С 1992 года живёт в США.
- Лена Харо (Делибаш) («Синема») — стала специальным корреспондентом в молодёжном журнале «Кампус» (ведёт рубрику происшествий и криминальных новостей).